# Kladky
Kladky (en allemand : Rom) est une commune du district de Prostějov, dans la région d'Olomouc, en Tchéquie. Sa population s'élevait à 337 habitants en 2023.

## Géographie
Kladky se trouve à 7,5 km au nord-ouest du centre de Konice, à 28 km au nord-ouest de Prostějov, à 30 km à l'ouest-sud-ouest d'Olomouc et à 180 km à l'est-sud-est de Prague.

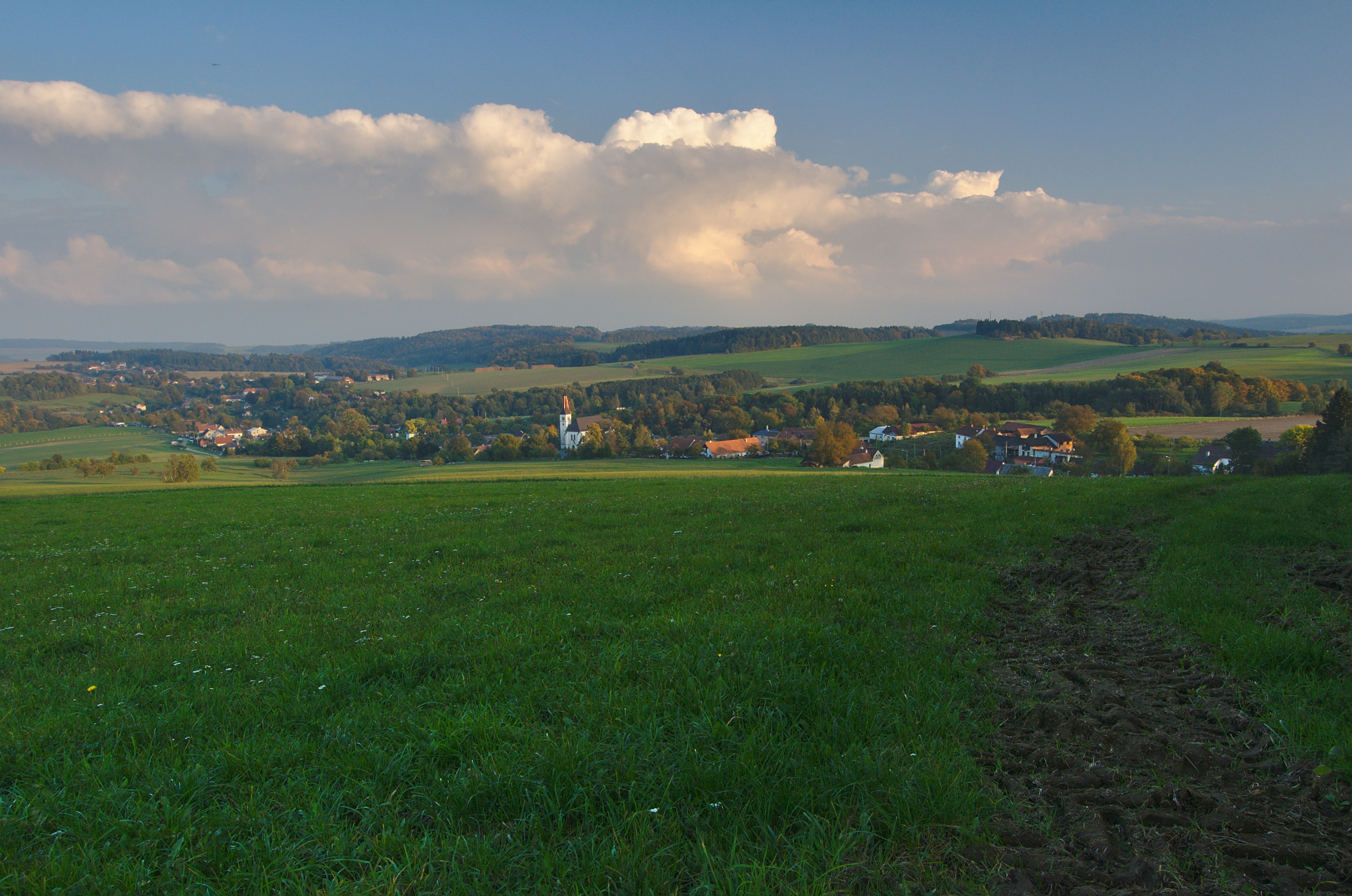
Vue générale de Kladky.
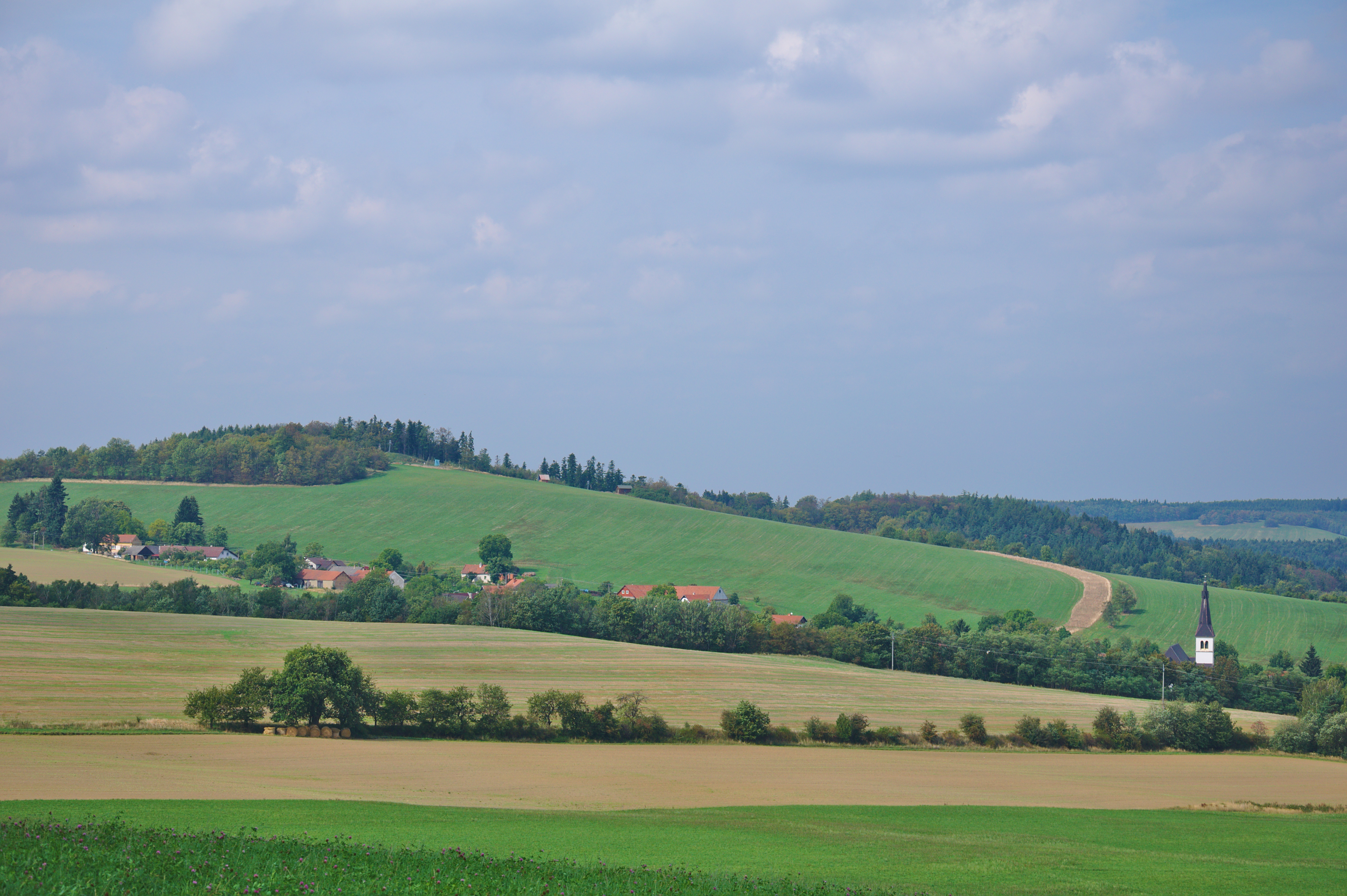
Campagne près de Kladky.

La commune est limitée par Vysoká au nord, par Ludmírov au nord-est et à l'est, par Dzbel et Šubířov au sud, et par Jaroměřice, Biskupice et Březinky à l'ouest.

## Histoire
La première mention écrite de la localité date de 1317.

## Transports
Par la route, Kladky se trouve à 10,5 km de Konice, à 38 km de Prostějov, à 36 km d'Olomouc et à 226 km de Prague.